# Aerides multiflorum
Aerides multiflorum Roxb. (1820), es una especie de orquídea incluida en la subfamilia Epidendroideae. 

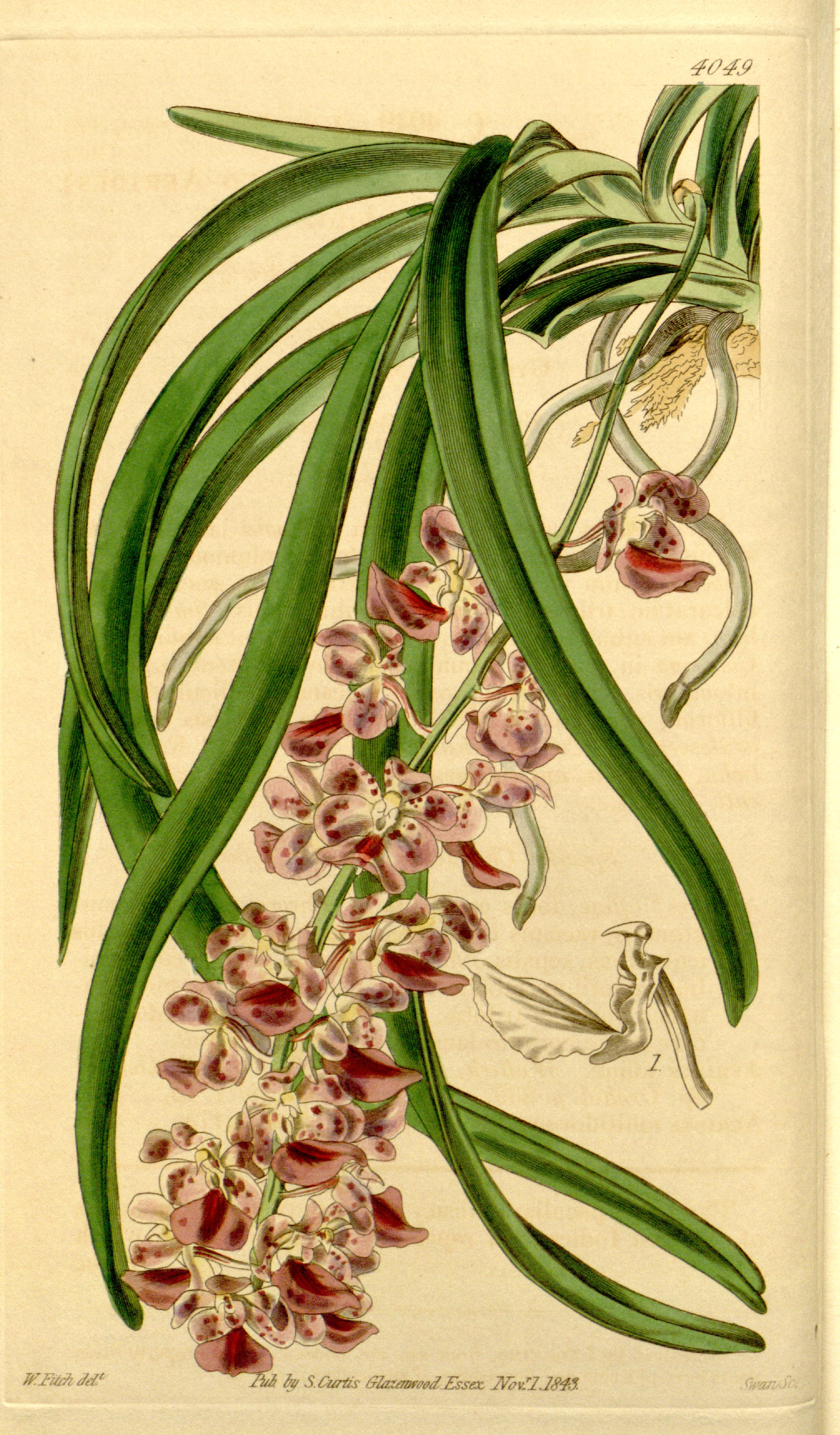
Ilustración

## Distribución y hábitat
Se encuentra en Assam, Bangladés, el Himalaya oriental, India, Nepal, el Himalaya occidental, las Islas Andamán, Birmania, Tailandia, Laos, Camboya y Vietnam en las regiones secas tropicales de las tierras bajas y los bosques subtropicales en alturas desde el nivel del mar hasta los 1100 m s. n. m.

## Descripción
Es una planta de tamaño pequeño o mediano que prefiere clima cálido a fresco, es epífita, tiene un gran aroma y  florece en mayo, junio o julio, tiene un tallo con muchas hojas  liguladas, curvas, con el ápice bi-lobulado que se encuentran en una inflorescencia colgante de 30 cm de largo, con muchas, hasta 50 flores, cerosas y fragantes de 1.85 a 2.5 cm de ancho.

## Cultivo
Las plantas son cultivadas mejor montadas en cestas colgantes. Exigen plena luz del sol  y temperaturas  frescas a cálidas. Si se encuentran colgadas, las raíces deben ser regadas con frecuencia.  Las plantas deben ser cultivadas en medios bien drenados, como fibras de helechos (para plantas pequeñas), varias piezas corteza de abeto gruesa, o musgo arborescente.

## Sinonimia y confusión
En 1820, William Roxburgh publicó una descripción de la Aerides multiflora.  En 1882, João Barbosa Rodrigues publicó una descripción de una planta muy diferente con el nombre de Epidendrum geniculatum. . Ocho años más tarde, en 1890, Joseph Dalton Hooker publicó la descripción de una orquídea hoy conocida como Aerides multiflora Roxb. y la llamó Epidendrum geniculatum. Por lo tanto, Epidendrum geniculatumBarb.Rodr. es un taxón muy diferente de Epidendrum geniculatum Hook.f., que es sinónimo de Aerides multiflora Roxb..

## Taxonomía
Aerides multiflorum fue descrita por William Roxburgh y publicado en Plants of the Coast of Coromandel 3: 68. 1820.
Etimología
Aerides (abreviado Aer.): nombre genérico que procede de las palabras griegas: "aer" = "aire" y "eides" = "asemejando", aludiendo al hábito de epífitas de estas plantas que aparentemente se alimentan de nada, solo de lo que la atmósfera pueda ofrecerles. 
multiflorum: epíteto latino que significa "con muchas flores".
Sinonimia
- Aerides affine Wall. 1833
- Aerides affinis Wall. ex Lindl. (1833)
- Aerides lobbii Lem. (1868)
- Aerides trigonum Klotsch 1855
- Aerides veitchi R.H.Torr. ex E.Morren 1876
- Aerides veitchii E. Morren (1876)
- Aerides godefroyana Rchb.f. (1886)
- Aerides godefroyanum Rchb.f 1886
- Aerides multiflora var. godefroyana (Rchb.f.) H.J.Veitch (1887)
- Epidendrum geniculatum Hook.f. (1890)
- Aerides multiflora Roxb. (1820)
- Aerides multiflora var. lobbii H.J. Veitch (1891)
- Aerides multiflora var. veitchii (E. Morren) H.J. Veitch (1891)
- Cleisostoma vacherotiana Guillaumin (1948)
- Aerides multiflora var. dactyloides M.Ahmed & al. (1989)[1][7][8]